# 小埃洛贝岛

地图

小埃洛贝岛（西班牙語：Elobey Chico），是赤道几内亚的一座海岛，位于米太迈勒河口附近。总面积约0.19平方公里，为无人岛。该岛曾是西属殖民地木尼河省的首府驻地。:3